# Austin Bar
Ein Austin Bar ist ein vergleichsweise seltenes Piercing durch die Nasenspitze. Es verläuft nicht durch die Nasenflügel oder die Nasenscheidewand, sondern horizontal durch die vordere Knorpelkappe. Die vertikal durch die Nasenspitze verlaufende Variante trägt die Bezeichnung Rhino-Piercing. Benannt wurde es nach seinem ersten Träger. Als Piercingschmuck wird meist ein Barbell eingesetzt. Die Abheilung des Piercings dauert in der Regel zwei bis drei Monate.